# Gösta Rikard Raquette

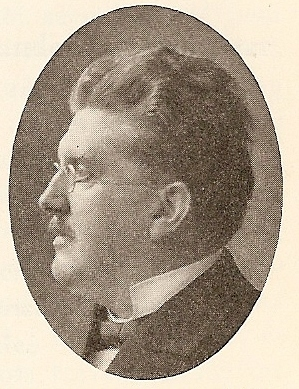
Gösta Rikard Raquette

Gösta Rikard Raquette, ook gespeld als Gustaf/v Richard, (Tolfta, 7 februari 1871 - 1945) was een Zweeds zendeling van de Zweedse Missiekerk in Centraal-Azië.
Raquette diende van 1895-96 als medisch zendeling in Bakoe in Azerbeidzjan en Buchara in Oezbekistan. Van 1896 tot 1901 diende hij in Kashgar en van 1904 tot 1921 in Chinees Turkmenistan: 1904-11 in Sinkiang en 1913-21 in Yarkand.
Via Tibet en India reisde hij weer terug naar Zweden. Bij terugkeer accepteerde hij een lectoraat aan de Universiteit van Lund.